# Північний Паспортний Союз
Північний паспортний союз — дозволяє громадянам Північних країн — Ісландії, Данії, Норвегії, Швеції та Фінляндії — подорожувати та проживати в іншій Північній країні (крім Ґренландії та Шпіцбергену) без будь-яких документів (наприклад, паспорт чи ID) або отримати вид на проживання. З 25 березня 2001 року всі п'ять держав також перебувають в Шенгенській зоні. Фарерські острови є частиною Північного паспортного союзу, але не Шенгенської зони, тоді як Ґренландія та Шпіцберген розташовані за межами обох. Проте, Ґренландія має відкриту межу з усіма скандинавськими країнами та дозволяє громадянам Північних країн в'їжджати, проживати та працювати, не вимагаючи паспорту чи інших документів. Шпіцберген дозволяє громадянам Норвегії проживати та працювати без дозволів в результаті підписання Шпіцбергенського трактату. Для громадян інших Північних країн потрібні документи для виїзду за кордон (такі як паспорт або посвідчення особи з Європейського Союзу або ЄАВТ). Також, громадянам Шпіцбергену та Ґренландії дозволяється проживати в будь-якій іншій Північній країні.
Юридично, для громадян Північних країн, не вимагають документи для в'їзду чи перебування в будь-якій Північній країні. Проте, документи посвідчення особи все ж потрібні, оскільки підтвердження особистості потрібне для отримання певних послуг, таких як поїзди, аеропорти або перевірка віку при купівлі алкоголю. Зазвичай приймається будь-яке дійсне посвідчення, наприклад, посвідчення водія. Для служб, які призначені для резидентів, наприклад банки, отримання відправлень поштою або спілкування з органами влади, іноді приймаються лише місцеві посвідчення особи.

## Створення
Північний паспортний союз був створений у три етапи. У 1952 році Данія, Норвегія, Швеція та Фінляндія погодилися скасувати паспорти для поїздок між ними та визнати своїми громадян інших країн, які незаконно увійшли до однієї з чотирьох країн. 1 липня 1954 року ця угода була розширена, щоб дозволити громадянам проживати та працювати в будь-якій з чотирьох країн без дозволу на проживання чи роботу. Ісландія виконала цю угоду 1 січня 1966 року. Перевірка паспортів на кордонах громадян країн, що не є членами ЄС, була скасована угодою між Данією, Норвегією, Швецією та Фінляндією, який було підписано 12 липня 1957 року і який набрав чинності 1 травня 1958 року. Договір було розширено на Ісландію 24 вересня 1965 року та на Фарерські острови 1 січня 1966 року. Ґренландія та Шпіцберген залишаються за межами паспортного союзу.

## Північні країни та Шенген

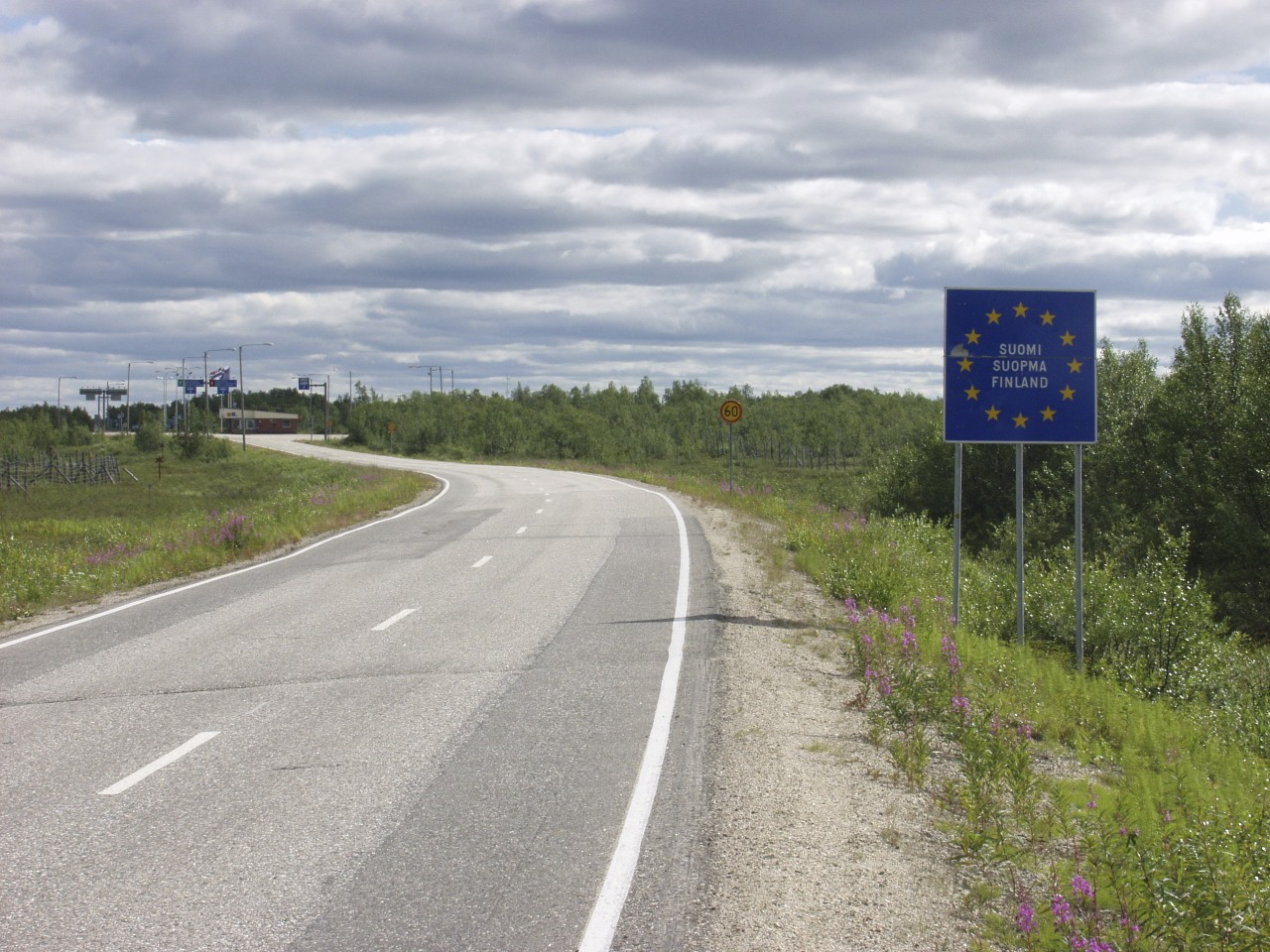
Пункт перетину кордону між Норвегією та Фінляндією без прикордонного контролю (однак це зовнішній кордон ЄС, пункт митного контролю видно на задньому плані).

У грудні 1996 року дві країни, що не є членами ЄС, Норвегія та Ісландія підписали Шенгенську угоду, щоб стати частиною Шенгенської зони. Хоча ця угода ніколи не вступала в силу, обидві країни стали частиною Шенгенської зони після укладання аналогічних угод з ЄС. Сама Шенгенська конвенція не була відкритою для підписання державами, які не є членами ЄС.
З 25 березня 2001 року Шенгенська асоціація застосовувалася до території Північного паспортного союзу, за винятком Фарерських островів. Були скасовані пункти пропуску в межах Шенгенської зони, крім тих, які були скасовані раніше в Північному паспортному союзі. Що стосується Фарерських островів, які не входять до складу Шенгенської зони, але залишаються частиною Північного регіону, чіткі правила Шенгенської угоди застосовуються до подорожуючих з Фарерських островів до Шенгенської зони. Однак, громадяни країн Північного паспортного союзу мають додаткові права в межах Північного регіону, які не доступні в рамках Шенгену. Наприклад, менша кількість документів для переїзду в іншу країну Північної Європи, менше вимог щодо натуралізації або набуття громадянства. В межах Північного регіону будь-яке скандинавське посвідчення особистості (наприклад, водійське посвідчення) дійсне як доказ ідентифікації, тоді як національне посвідчення особи або паспорт може вимагатися в інших країнах Шенгену. Більшість скандинавських громадян не володіють шенгенською ідентифікаційною карткою, тому їм потрібний паспорт, коли вони відвідують більшість країн Шенгену поза межами Північного регіону, хоча деякі шенгенські країни дозволяють громадянам ЄЕП в'їжджати без посвідчення особи або паспорта, наприклад Німеччина.
Для поїздки на поромі з Данії до інших країн Північної Європи до 2001 року громадяни повинні були пройти повний митний контроль. У липні 2000 року відкрився Ересуннський міст, який створив сухопутний кордон з Данією. З самого початку на ньому був полегшений митний контроль, тому що громадяни Північних країн не повинні мати документи для перетину кордону. Як частина митної перевірки, при прибутті з Данії або інших країн, водіям ставили кілька питань. В аеропортах були повні паспортні та митні перевірки, навіть якщо особа усно спілкується однією зі скандинавських мов. Квиток в межах Північних країн або будь-який скандинавський ідентифікаційний документ, як правило, був достатнім для проходження паспортного контролю. Громадяни Північних країн, які не мають паспорта, не мали права пройти контроль, поки не була проведена ретельна перевірка особистості.
З березня 2001 року правила Шенгенської угоди дають полегшені митні перевірки для подорожуючих з Данії, у тому числі відсутність паспортних перевірок в аеропортах, оскільки подорожуючі з країн Шенгену відокремлені від подорожуючих з інших країн. Але досі закони надають право вимагати посвідчення особи поліції та охоронцям в аеропортах. Як правило ці закони не застосовуються в країнах Північної Європи, принаймні, після 2015 року.

## Угоди

### Скасування паспорта громадян Північної Європи для подорожей
Протокол про скасування паспортів для подорожей між Швецією, Данією, Фінляндією та Норвегією був підписаний 14 липня 1952 року в Стокгольмі.
Протокол був прийнятий одночасним рішенням чотирьох урядів. Він скасував необхідність мати паспорт для подорожі в трьох інших країнах за умови того, що поїздка була короткою і дозвіл на проживання не був потрібним.
Угода може бути скасована у випадку війни, небезпеки війни, надзвичайних міжнародних або національних обставин.
26 липня 2014 року норвезька поліція вперше зупинила цю угоду через загрозу тероризму.

### Прийом іноземців
Угода про прийом іноземців була підписана 14 липня 1952 року в Стокгольмі.
Угода передбачає, що будь-який іноземець, тобто особа, яка не є громадянином країни Північної Європи та яка незаконно в'їхала до однієї із країн Північної Європи безпосередньо з іншої країни Північної Європи, повинна бути прийнята цією країною. За винятком випадків коли особа знаходиться щонайменше рік у цій країні або отримала дозвіл на проживання, або дозвіл на роботу.

### Звільнення від зобов'язання мати паспорт чи дозвіл на проживання
Протокол про звільнення громадян Данії, Фінляндії, Норвегії та Швеції від зобов'язання мати паспорт або дозвіл на проживання під час перебування в іншій скандинавській країні, було підписано 22 травня 1954 р. в Копенгагені.
Протокол впроваджувався окремими, але одночасними рішеннями урядів кожної з країн, і може бути скасований у разі війни, небезпеки війни або інших надзвичайних міжнародних чи національних обставин.
Протокол передбачає, що громадяни країн Північної Європи можуть подорожувати без паспорта чи іншого документу до будь-якої іншої країни Північної Європи. Громадяни Північних країн можуть проживати в будь-якій іншій Північній країні без дозволу на проживання.
Органи поліції в Північних країнах повинні надавати всю необхідну інформацію для перевірки особи та громадянства особи в країнах Північної Європи.

### Усунення перевірок паспорту на внутрішніх кордонах
Угода між Данією, Фінляндією, Норвегією та Швецією про скасування паспортного контролю на внутрішніх кордонах Північної Європи була підписана 12 липня 1957 року в Копенгагені та набрала чинності 1 травня 1958 року.
Ця угода усунула перевірки паспортів на внутрішніх кордонах і вимагала, щоб країни Північної Європи підтримували паспортний контроль на зовнішніх. Іноземцям, які мають дозволи на проживання, дозволено перебувати в інших країнах Північної Європи до трьох місяців, але без пошуку роботи або ведення бізнесу.
Іноземець, якому заборонено в'їзд в одну Північну країну, не має права в'їхати до інших Північних країн. Північні країни також зобов'язані прийняти іноземця, якому слід було б відмовити у в'їзді на першому пункті пропуску.

## Тимчасові зміни контролю кордону з 2015 року
В листопаді 2015 року Швеція та Норвегія запровадили тимчасовий прикордонний контроль. На всіх міжнародних авіалініях та поромах перевірялися посвідчення особи через Європейську міграційну кризу. З 4 січня 2016 року Швеція вимагає від перевізників проводити перевірки пасажирів з Данії в той же час зберігаючи прикордонний контроль на своїй стороні (для перевірки контролю зі сторони перевізників).
Нещодавні прикордонні перевірки в Північних країнах відповідно до інформації Європейської комісії.
| Країна   | Зазначені внутрішні кордони                                                        | Причина                      | Перший день | Останній день |
| -------- | ---------------------------------------------------------------------------------- | ---------------------------- | ----------- | ------------- |
| Норвегія | Поромні порти зі сполученнями з Данією, Німеччиною та Швецією                      | Європейська міграційна криза | 26.11.2015  | 11.11.2017    |
| Швеція   | Поромні порти на півдні та заході, а також Ересуннський міст між Данією та Швецією | Європейська міграційна криза | 12.11.2015  | 11.11.2017    |